# Bianca Arndt
Bianca Arndt (* 1977 in Bochum) ist eine deutsche Musicaldarstellerin. Sie lebt in Hamburg.

## Leben und Wirken
Nach dem Schulabschluss absolvierte sie an der Stage School Hamburg bis 1999 eine dreijährige Musicalausbildung.
Ihre erste wichtige Rolle spielte Arndt 2001 als „Hodel“ an der Seite von Angèle Durand und Gunther Emmerlich im Musical Anatevka. Sie ging im Jahr 2004 an das Musicaltheater Basel, wo sie in der deutschsprachigen Erstaufführung des Musicals Dracula alternierend in den Hauptrollen Lorraine und Adriana neben Ethan Freeman und Florian Schneider auf der Bühne stand.
Zum 40-jährigen Jubiläum des Musicals Hair ging Arndt von 2008 bis 2009 nach Italien, wo sie u. a. mit Elisa, Giampiero Solari, Luca Tomassini und dem New Yorker Choreografen David Parsons zusammenarbeite und in der Hauptrolle als Sheila Franklin durch Italien tourte. Von 2014 bis 2017 lebte sie parallel in Nizza und trat dort mit ihrem Jazz/Rhythm ’n Blues Trio Lady Killers auf.
Arndt spielte an der Staatsoperette Dresden die Rolle der Columbia in The Rocky Horror Show und gastierte anschließend in Zusammenarbeit mit dem Ensemble Familie Malente u. a. am Ohnsorg-Theater, der Komödie im Bayerischen Hof sowie der Komödie Düsseldorf. Sie ist seit 2006 regelmäßig in Hamburg in Produktionen des Imperial Theaters und seit 2019 auch im Schmidt’s Tivoli zu sehen.
Bianca Arndt lebt in Hamburg, sie ist die Tochter des Schauspielers Anthony Arndt.

## Theater (Auswahl)
- 2001–2007: Hodel in Anatevka, Konzertdirektion/Eurostudio Landgraf
- 2004: Lorraine / Adriana in Dracula, alternierend (deutschsprachige Erstaufführung), Musicaltheater Basel
- 2006: Brenda in Jukebox Saturday Night, Imperial Theater Hamburg[5]
- 2008–2009: Sheila Franklin in Hair,[8] Teatro Smeraldo Milano, Politeama Genovese, Teatro Colosseo Turino
- 2012: Mrs. Ackroyd in The Blues Brothers Story, Luisenburg-Festspiele[9]
- 2013: Columbia in The Rocky Horror Show, Staatsoperette Dresden[3]
- 2014: Claudia in Jojo Effekt, Musical von Kerstin Langner-Jorgensen, Komödie Braunschweig, Theater am Aegi
- 2015: Verschiedene Rollen in Familie Malentes Wundertüte, Kleines Theater Bad Godesberg[10]
- 2019–2023: Die Weihnachtsbäckerei (Rolf Zukowski) Rolle: Mutter, Frau Schnitzenbacher, Schmidt’s Tivoli[6]
- 2018–2019: Lola Bassano in Der Frosch mit der Maske von Edgar Wallace, Imperial Theater Hamburg[11]
- 2019–2020: Theodora in Meine Stadt sucht einen Mörder nach Fritz Lang, Imperial Theater Hamburg[12]
- 2021: Rita Wunder in Die fabelhafte Willy Wunder Wirtschaftswunder-Schau, Imperial Theater Hamburg[13]
- 2022–2023: Wels in Dracula, Imperial Theater Hamburg[14]
- 2022–2023: Peggy White in Das letzte Schiff von Sting, Theater Plauen-Zwickau[15]